# Marta Kwiecień
Marta Kwiecień (ur. 1980 w Lublinie) – modelka, Miss Polonia 1999.

## Kariera
W nagrodę za zdobycie tytułu najpiękniejszej Polki otrzymała samochód Peugeot 206. Wzięła udział w konkursie Miss World, ale nie odniosła żadnego sukcesu. Walczyła też o tytuł Miss Świata Studentek 2000 (Korea Północna). Po oddaniu korony - jako pierwsza Miss - znalazła się na okładce Playboya i miesięcznika CKM. Studiowała na wydziale budowlanym na Politechnice Lubelskiej. Pracuje jako modelka i fotomodelka. Jest mężatką.